# Déssé
Déssé är en ort i Burkina Faso.   Den ligger i provinsen Province du Yagha och regionen Sahel, i den östra delen av landet, 270 km nordost om huvudstaden Ouagadougou. Déssé ligger 272 meter över havet och antalet invånare är 1 756.
Terrängen runt Déssé är platt. Runt Déssé är det glesbefolkat, med 20 invånare per kvadratkilometer.. Det finns inga andra samhällen i närheten.
Trakten runt Déssé består i huvudsak av gräsmarker.